# Ischnoderma rosulatum
Ischnoderma rosulatum är en svampart som först beskrevs av Gordon Herriot Cunningham, och fick sitt nu gällande namn av P.K. Buchanan & Ryvarden 1988. Ischnoderma rosulatum ingår i släktet Ischnoderma och familjen Fomitopsidaceae.   Inga underarter finns listade i Catalogue of Life.